# Grundschlag

Zusammenhang von Grundschlag, Takt, Metrum und Rhythmus

Der Grundschlag ist in der Musik die Unterteilung der dahinfließenden Zeit durch gleichmäßige Impulse. Andere Bezeichnungen sind Grundpuls oder Puls. Der Grundschlag ist eng verknüpft mit dem Metrum der Musik, denn er bezeichnet diejenige metrische Ebene, die besonders hervorgehoben erscheint (vgl. Metrum und Grundschlag).
Die Geschwindigkeit des Grundschlags ist ein wichtiger Faktor für das Tempo einer Musik. Üblich ist die Angabe von Schlägen pro Minute (Beats per minute). Das bekannteste Hilfsmittel zur Festlegung des Grundschlags ist das Metronom.
Wird die Folge der Grundschläge in wiederkehrenden Anzahlen gruppiert, so dass jeder 2., 3., 4. usw. Impuls herausgehoben (betonter als andere) ist, entsteht der Takt; in diesem stellt jeder Schlag des Grundschlags eine jeweils verschieden betonte Zählzeit dar.